# Colvale
Colvale è una suddivisione dell'India, classificata come census town, di 5.475 abitanti, situata nel distretto di Goa Nord, nello territorio federato di Goa. In base al numero di abitanti la città rientra nella classe V (da 5.000 a 9.999 persone).

## Geografia fisica
La città è situata a 15° 37' 0 N e 73° 49' 60 E e ha un'altitudine di 8 m s.l.m..

## Società

### Evoluzione demografica
Al censimento del 2001 la popolazione di Colvale assommava a 5.475 persone, delle quali 3.006 maschi e 2.469 femmine. I bambini di età inferiore o uguale ai sei anni assommavano a 530, dei quali 277 maschi e 253 femmine. Infine, coloro che erano in grado di saper almeno leggere e scrivere erano 3.938, dei quali 2.238 maschi e 1.700 femmine.